# Harry MacGregor Woods
Harry MacGregor Woods, geboren als Henry MacGregor Woods (North Chelmsford (Massachusetts), 4 november 1896 – Glendale (Arizona), 14 januari 1970), was een Amerikaanse pianist, componist en songwriter. Hij schreef de nummers Midnight, the Stars and You en Try a Little Tenderness.

## Biografie
Woods' moeder was concertzangeres en leerde hem al op jonge leeftijd piano spelen. Hij werd geboren zonder vingers aan zijn rechterhand en ontwikkelde een speciale aanslagtechniek voor akkoorden. Na zijn afstuderen aan de Harvard University verhuisde Woods naar Cape Cod en werkte hij als boer. Tijdens de Eerste Wereldoorlog begon hij liedjes te schrijven terwijl hij in het leger diende. Na zijn vrijlating verhuisde hij naar New York en begon zijn succesvolle carrière als songwriter. Zijn eerste succes was het nummer I'm Goin' South, dat hij in 1923 samen met Abner Silver schreef. Hij bereikte #2 in de hitlijsten met de versie van Al Jolson. Dat jaar verscheen ook Paddlin' Madeleine Home, dat werd gezongen door Cliff Edwards in de musical Sunny uit 1925 en steeg naar #3 in de Billboard-hitlijsten.
In 1926 had Harry M. Woods zich gevestigd als songwriter op Tin Pan Alley. Zijn lied When the Red Red Robin Comes Bob Bob Bobbin' Along was ook bekend als een hit van Paul Whiteman, 'Whispering' Jack Smith, Cliff Edwards en de Ipana Troubadors. Al Jolson bereikte met deze titel de #1 in de Billboard-hitlijsten. In 1953 werd het lied gezongen door Doris Day. In 1927 werd zijn volgende grote hit I'm Looking Over a Four Leaf Clover met de tekst van Mort Dixon uitgebracht.
In 1929 begon Woods te schrijven voor Hollywood-musicals zoals The Vagabond Lover, A Lady's Morals, Artistic Temper, Aunt Sally, Twentieth Century, Road House, Limelight, It's Love Again, Merry Go Round of 1938 en She's For Me. In 1934 verhuisde hij naar Londen, waar hij drie jaar werkte voor de Britse filmstudio Gaumont, onder meer voor de films Jack Ahoy en Evergreen. In hetzelfde jaar werd de klassieker What a Little Moonlight Can Do gemaakt voor de film Roadhouse. In 1945 trok Harry M. Woods zich grotendeels terug uit het muziekcircuit. In 1934 schreef hij Midnight, the Stars and You, bekend uit de film The Shining van regisseur Stanley Kubrick.

## Bekende songs
Harry M. Woods schreef en componeerde de meeste van zijn liedjes; maar hij werkte ook samen met Mort Dixon, Al Sherman, Howard Johnson, Arthur Freed, Rube Bloom en Gus Kahn. Hij schreef: I'm Looking Over a Four Leaf Clover, I'm Goin' South, Just a Butterfly that’s Caught in the Rain, Side by Side, My Old man, A Little Kiss Each Morning, Heigh-Ho, Everybody, Heigh-Ho, Man From the South, River Stay 'Way from My Door, When the Moon Comes Over the Mountain, We Just Couldn't Say Goodbye, Just and Echo in the Valley, A Little Street Where Old Friends Meet, You Ought to See Sally on Sunday, Hustlin' and Bustlin' for Baby, What a Little Moonlight Can Doe, Try a Little Tenderness, I'll Never Say 'Never Again' Again, Over My Shoulder, Tinkle Tinkle Tinkle, When You've Got a Little Springtime in Your Heart, The Man from the South en I Nearly Let Love Go Slipping Through My Fingers.

## Overlijden
Harry MacGregor Woods overleed in januari 1970 op 73-jarige leeftijd bij een auto-ongeluk.